# Calheta de São Miguel
Pour les articles homonymes, voir Calheta.
Calheta de São Miguel est une localité côtière du Cap-Vert située au nord-est de l'île de Santiago, à 45 km de Praia par la route orientale.
Siège de la municipalité (concelho) de São Miguel, c'est une « ville » (cidade) – un statut spécifique conféré automatiquement à tous les sièges de municipalités depuis 2010.

## Population
Lors des recensements de 2000 et 2010, le nombre d'habitants était respectivement de 4 884 et 4 225. En 2012 il est estimé à 4 123.